# Balai magique

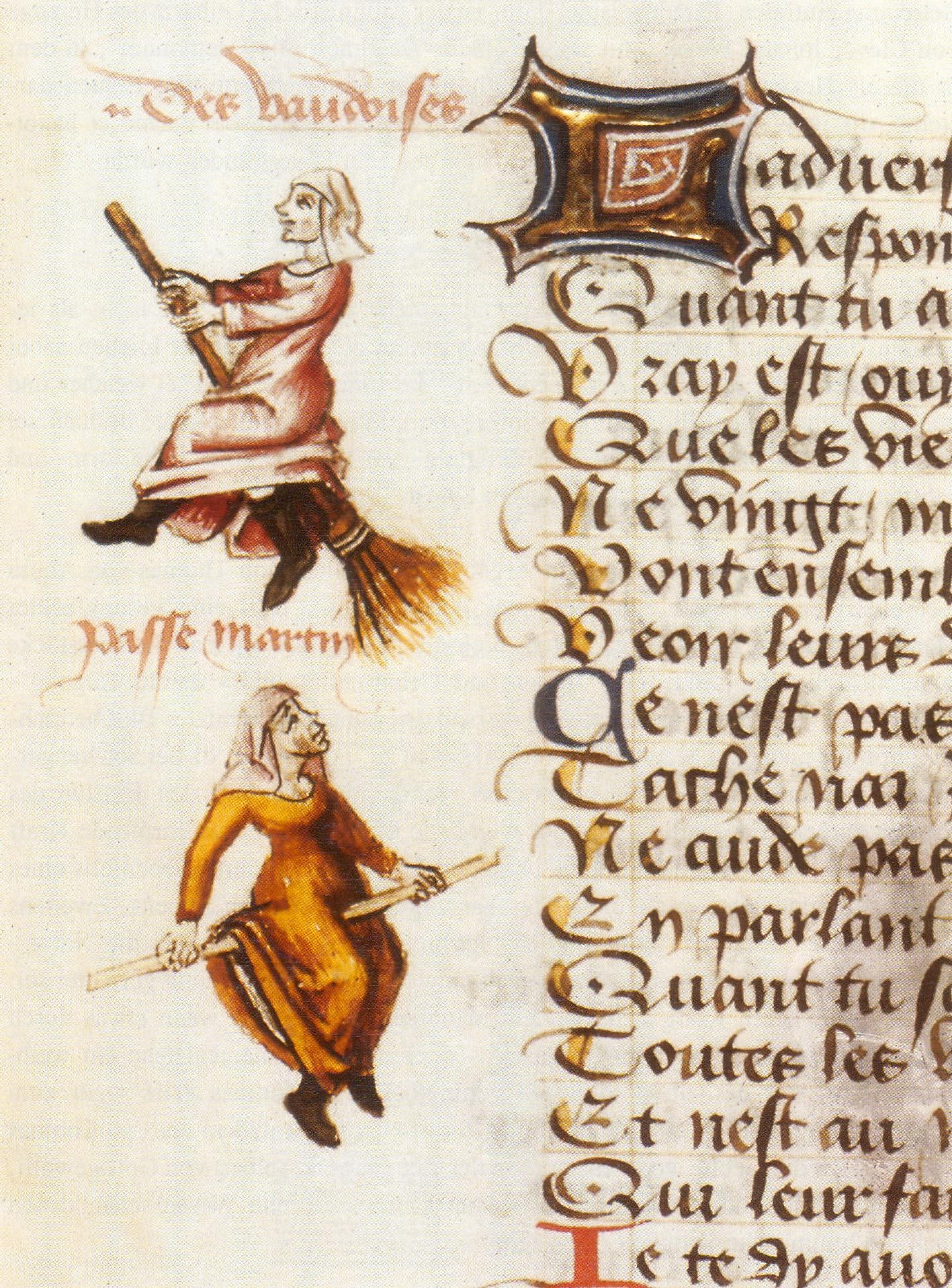
Miniature du Maître du Missel de Paul Beye, dans un manuscrit de Martin Le Franc, Le Champion des dames, 1451, BNF.

Un balai magique est, dans le folklore européen,  un balai doté de propriétés magiques, dont souvent celle de voler. Il appartient souvent à une sorcière.

## Présentation
Le balai magique est un artefact classique du monde du merveilleux et de la magie. Il est présent par exemple dans le folklore populaire, comme attribut des sorcières. Il est également un objet mentionné dans la littérature fantastique.

## Origines
Les premières mentions de balai de transport magique se trouvent au Moyen-Âge dans des témoignages obtenus par la torture dans des procès de sorcellerie intentés contre des personnes soupçonnées d'appartenir à la secte des Vaudois.
Dans son procès en 1453, Guillaume Edelin confesse dans ses aveux : « Auquel lieu ils avaient accoutumé de faire leur consistoire, et ne lui fallait que monter sur un balai qu’il était prestement transporté là où le consistoire se faisait. » 
Au procès de la Vauderie d'Arras qui s'est déroulé de 1459 à 1461, des accusés torturés donnent des détails sur les rites sabbatiques pour lesquels on veut les condamner : « Que quand ils voulaient aller en ladite vaulderie, ils se oignaient d’un oignement que le diable leur avait baillé; ils en frottaient une verge en bois bien petite, et des palmes en leur mains; mettaient icelle verguette entre leurs jambes, s’envolaient ou ils voulaient, et les portait le diable au lieu où ils devaient faire ladite assemblée. 
On trouve aussi des mythes comme : passer soigneusement le balai pour avoir une maison très propre était recommandé avant la période de Noël pour recevoir la visite de Dame Percht et de sa compagnie des bonnes gens (qui forment une cohorte nocturne). Elle bénissait la nourriture et la boisson. Dame Percht est diabolisée par l'Église comme d'autres croyances païennes, les elfes par exemple, au Moyen Âge et à la Renaissance et devient une créature maléfique armée d'un couteau (cf le personnage des carnavals tchèques) alors qu'elle représente l'abondance.